# Contea di Luna
La contea di Luna, in inglese Luna County, è una contea dello Stato del Nuovo Messico, negli Stati Uniti. La popolazione al censimento del 2000 era di 25 016 abitanti. Il capoluogo di contea è Deming.

## Geografia
La contea si trova nel sud-ovest dello Stato al confine con il Messico. Si tratta di un territorio desertico e di pianure semi-aride separate da montagne isolate e catene muntuose, che si colloca nella provincia di Basin and Range. Lo spartiacque continentale delle Americhe attraversa la parte occidentale della contea.

### Contee confinanti
- Contea di Sierra - nord-est
- Contea di Doña Ana - est
- Ascensión (Chihuahua, Messico) - sud
- Contea di Hidalgo - ovest
- Contea di Grant - ovest

## Storia
La regione è stata abitata per secoli dai nativi Apache. La contea venne istituita nel 1901 da parti delle contee di Grand e Doña Ana. Deve il suo nome al Solomon Luna.

## Geografia antropica
City
- Deming (capoluogo)

Village
- Columbus

CDP
- City of the Sun
- Keeler Farm
- La Hacienda
- Mountain View
- Old Town
- Pecan Park
- Pulpotio Bareas
- Sunshine
- Ventura